# Parc Nacional de Timanfaya
El Parc Nacional de Timanfaya és una zona natural protegida d'origen volcànic que es troba als municipis de Yaiza i Tinajo de l'illa de Lanzarote, a les Illes Canàries.
Fou declarat Parc Nacional el 9 d'agost de 1974. Ocupa una extensió de 51,07 km² del sud-est de l'illa. Es tracta d'un parc d'origen volcànic. Les últimes erupcions es van produir al segle xviii, entre els anys 1730 i 1736. Té més de 25 volcans, alguns d'emblemàtics, com el de la montaña de Fuego, la montaña Rajada o la Caldera del Corazoncillo. Encara ara presenta activitat volcànica, i existeixen punts de calor en la superfície que arriben als 100-120 °C i fins als 600 °C a 13 metres de fondària.

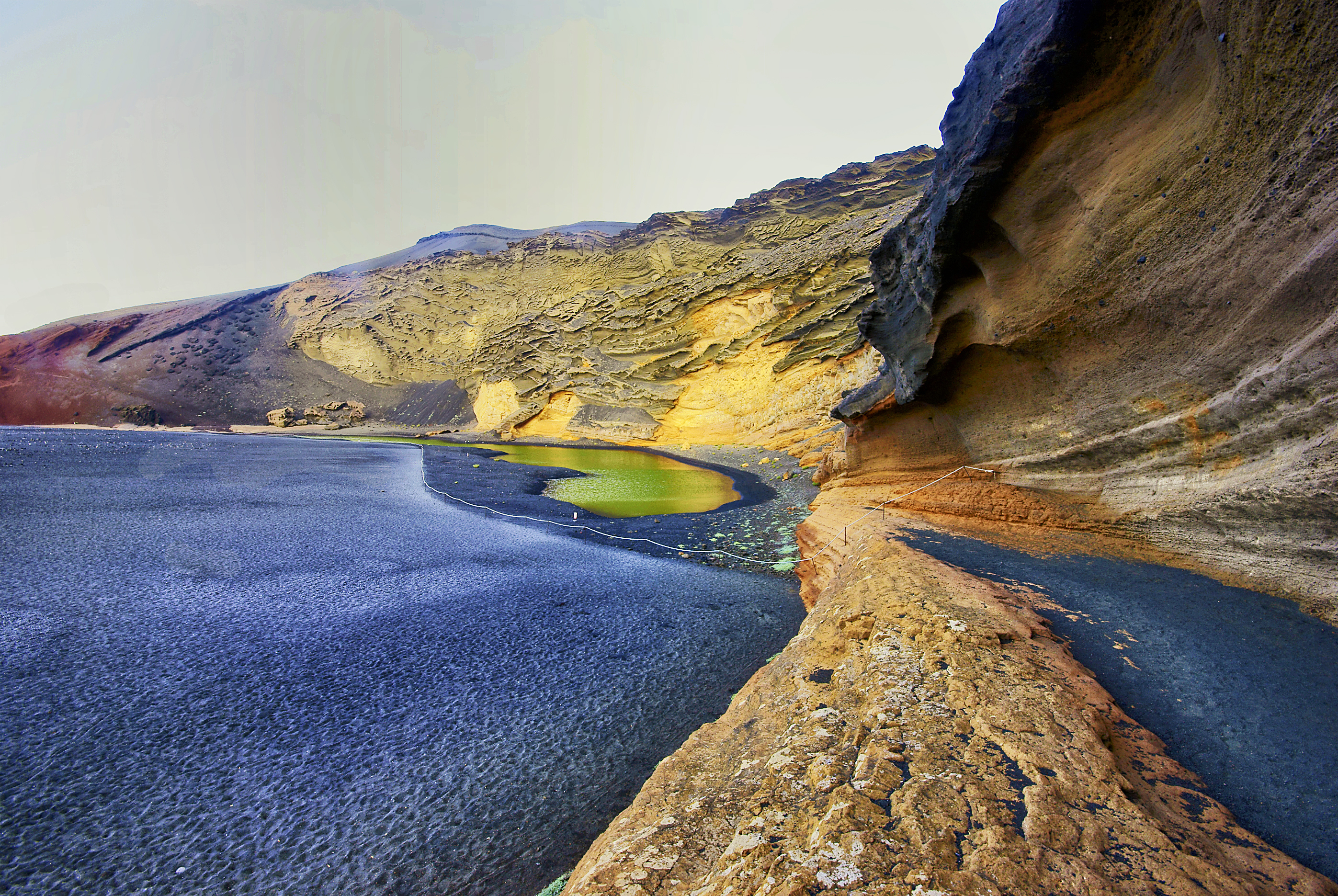
«Charco de los Ciclos»
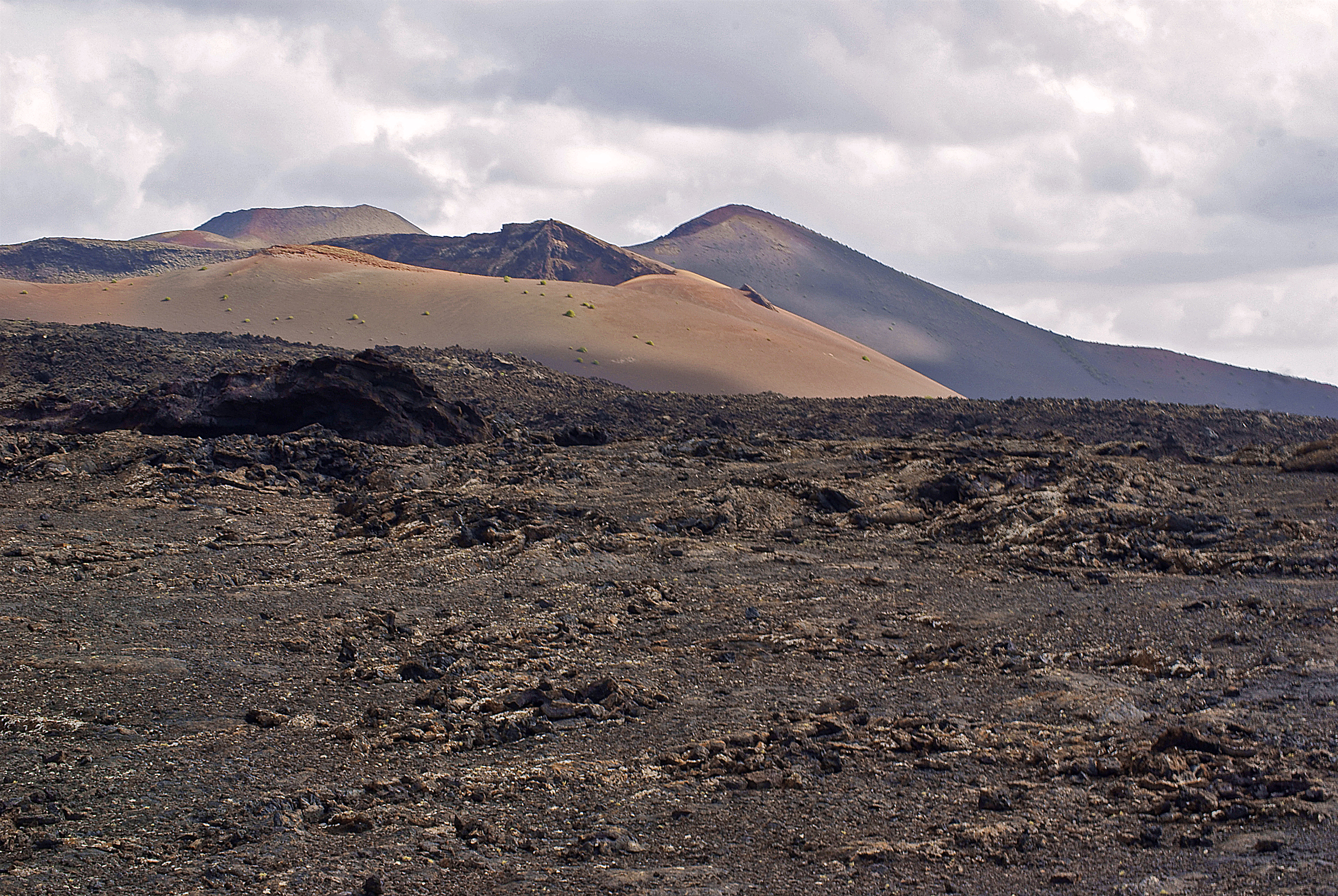
Vista general
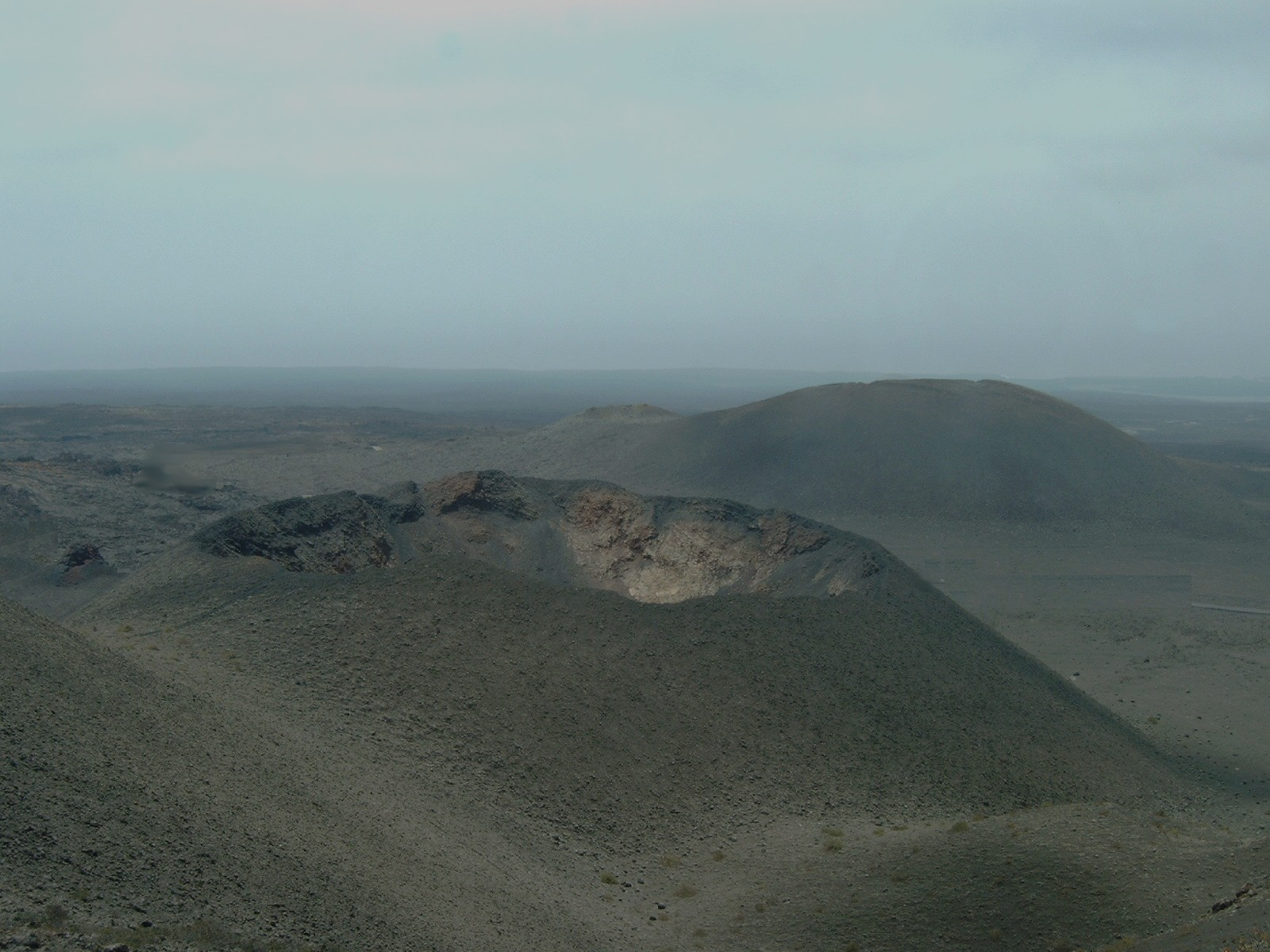
El Timanfaya, terra de volcans

Aquest hàbitat volcànic es troba en les primeres etapes de la successió ecològica (en total, s'hi han descrit unes 180 espècies vegetals), per la qual cosa és un excel·lent indret per a l'estudi dels processos de colonització i successió.
El 1993, la UNESCO li atorgà la qualificació de Reserva de la Biosfera. També és Zona d'especial protecció per a les aus (1994).

## L'erupció de Timanfaya
"El día 1 de septiembre de 1730, entre las nueve y las diez de la noche, la tierra se abrió en Timanfaya, a dos leguas de Yaiza… y una enorme montaña se levantó del seno de la tierra", segons el testimoni del capellà Lorenzo Curbelo. L'illa es va transformar completament. Nou pobles quedaren soterrats (Tingafa, Montaña Blanca, Maretas, Santa Catalina, Jaretas, San Juan, Peña de Palmas, Testeina i Rodeos), i durant sis anys la lava es va estendre per la zona sud cobrint una quarta part de l'illa i omplint els camps de cendres volcàniques. El 1824 tornaren de bell nou les erupcions a Timanfaya. Hi hagué anys de fam i gran part de la població hagué d'emigrar. Des de llavors, el paisatge s'ha transformat gràcies a les tècniques agràries de conreu sobre lapil·lis volcànics que els conejeros utilitzen per a captar la humitat dels vents alisis.